# Fortune Express
Fortune Express je francouzský hraný film z roku 1991, který režíroval Olivier Schatzky. Snímek měl premiéru ve Francii dne 24. dubna 1991.

## Děj
Pascal bude až do konce života na invalidním vozíku. Rozhodne se spáchat loupež spolu s Gadouillem, počítačovým géniem, se kterým se seznámil v rehabilitačním centru.

## Obsazení
| Thierry Frémont           | Gadouille      |
| Cris Campion              | Pascal Perkiss |
| Hervé Laudière            | Marko          |
| Luc Bernard               | číslo 1        |
| Christian Bouillette      | Bobo           |
| Valeria Bruni Tedeschiová | Corinne        |
| Richard Bean              | optimista      |
| Arno Chevrier             | číslo 4        |
| Vincent de Boüard         | barman         |

## Ocenění
- César: nominace na nejlepší filmový debut (Olivier Schatzky)
- Cena George Sadoula
- Cena SACD Namur
- Filmový festival Garda: nejlepší film